# Charles Émile Ramel

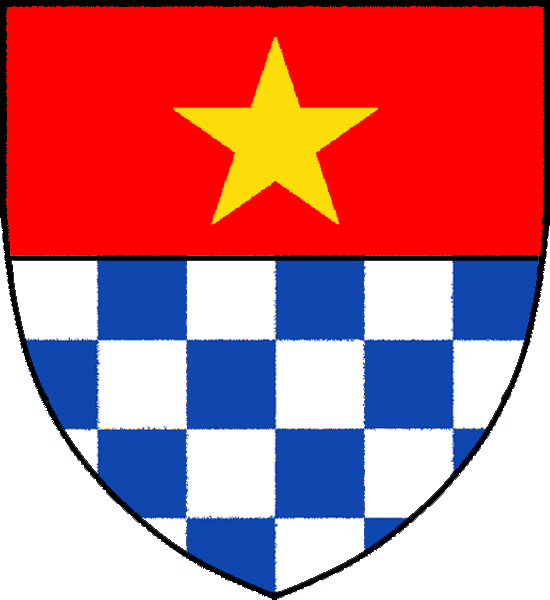
Vapensköld för svenska adelsätten Ramel.

Charles Émile Ramel, född den 14 februari 1750 på Maltesholm, död den 9 april 1826 på Övedskloster, var en svensk friherre, hovman och konstvän. Han var son till Hans Ramel.
Ramel försökte sig först på ämbetsmannabanan, blev sedermera fänrik och löjtnant vid Livgardet, övergick till hovet och var kammarherre hos drottningen 1781–1790. Han var en högt bildad man, som rest mycket i Europa och gjort konststudier varom hans på Övedskloster i Skåne förvarade dagböcker bär vittne. På en av sina resor drabbades han av ett bedrövligt äventyr, som på sin tid allmänt omtalades. Han hade tagit in på ett värdshus i Toskana, där en rik jude samtidigt mördades av värden. Denne lade det blodiga vapnet under sängen, där Ramel sov, lät blodsdroppar visa vägen från den mördades rum till Ramels och eftersände rättsbetjänter. Ramel häktades och lades på sträckbänk, men räddades slutligen genom angivelse av en bland betjäningen i värdshuset. Händelsen blev romantiserad bland annat av Niklas Hans Thomson i novellen Svensken i Italien eller torturens afskaffande i Toscana (1833). Ramel blev 1819 hovmarskalk och efterträdde 1824 sin äldre bror som fideikommissarie till Övedskloster.